# Al-Azhar-Moschee

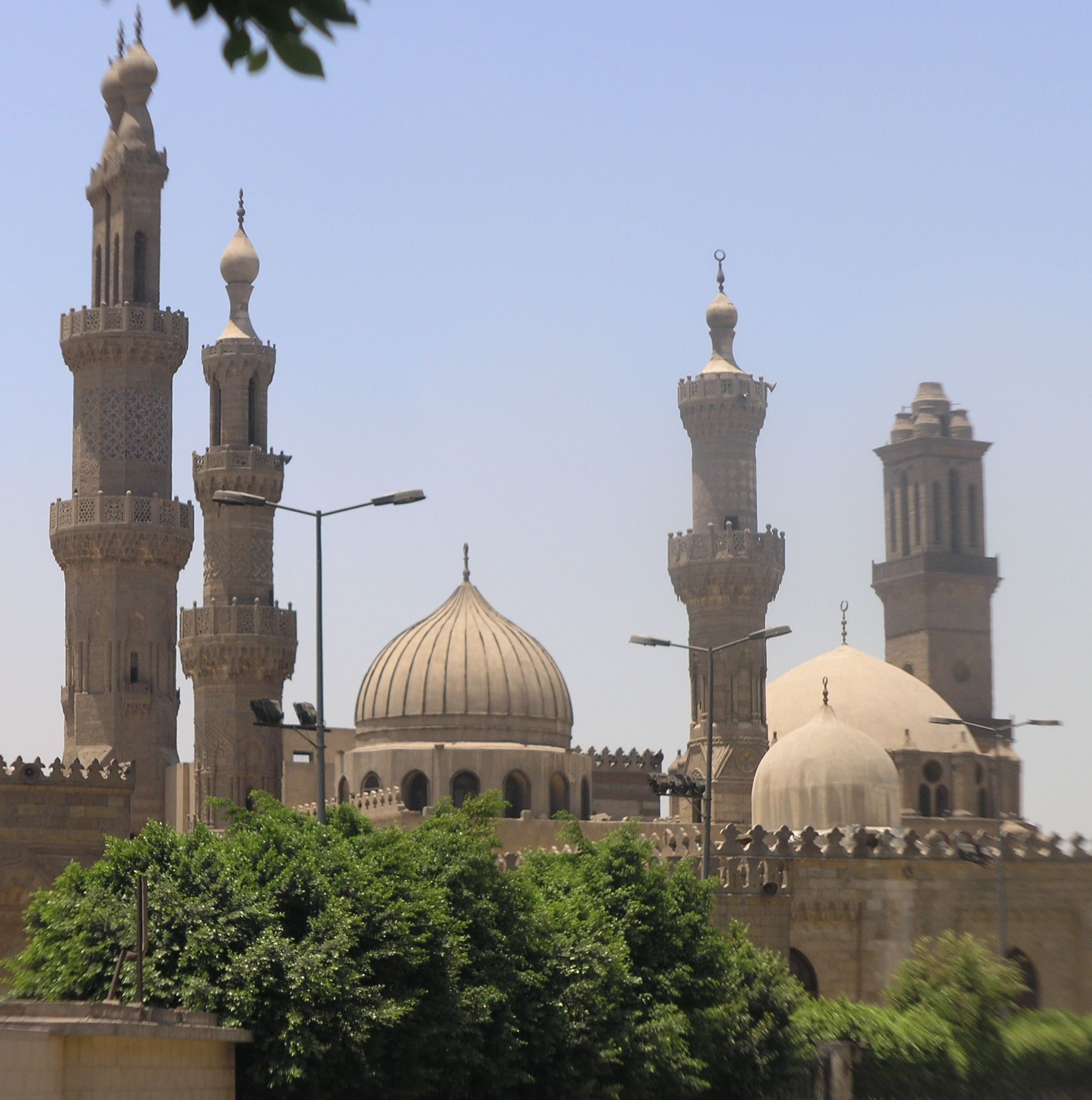
al-Azhar-Moschee, 2008

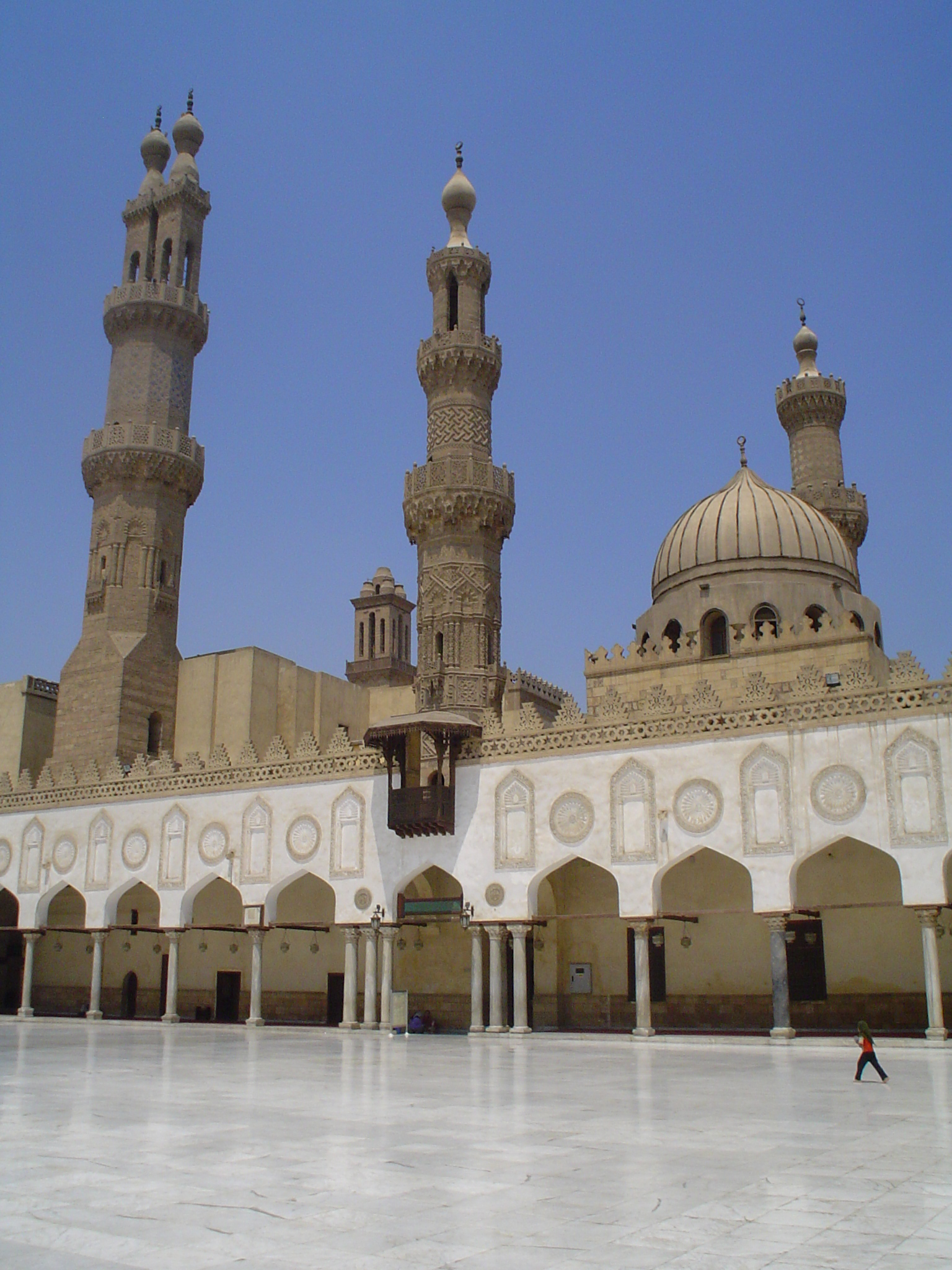
Mit Marmor gepflasterter Innenhof und Säulenumgang, der während der fatimidischen Periode hinzugefügt wurde

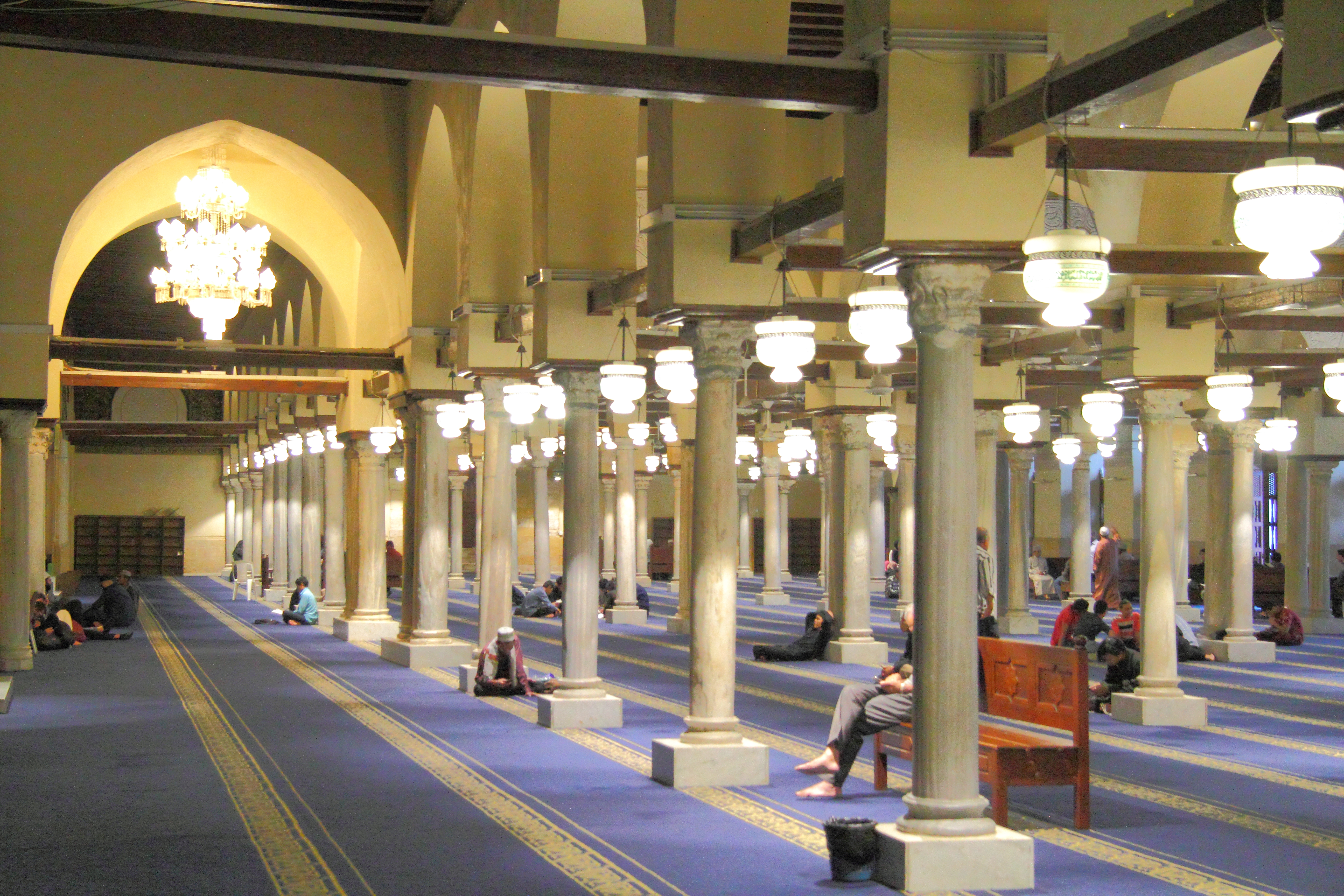
Gebetshalle

Die al-Azhar-Moschee (arabisch الجامع الأزهر al-Dschāmiʿ al-Azhar, DMG al-Ǧāmiʿ al-Azhar ‚die strahlendste Moschee‘, ägyptisch-Arabisch el-Gāmiʿ el-Azhar) ist eine Moschee im islamischen Stadtkern der ägyptischen Hauptstadt Kairo. Al-Muʿizz li-Dīn Allāh, Kalif der Fatimiden, gab ihren Bau im Jahr 970 für die neue Hauptstadt in Auftrag. Es war die zweite Moschee, die in Kairo errichtet wurde, einer Stadt, die seitdem den Beinamen „Stadt der tausend Minarette“ erhalten hat.

## Geschichtlicher Überblick
Die Einweihung fand im Jahr 972 statt, und mit der Einstellung von 35 Gelehrten im Jahr 989 entwickelte sich die Moschee langsam zu der heutzutage weltweit zweitältesten ununterbrochen betriebenen Universität nach al-Qarawiyīn. Die al-Azhar-Universität wurde lange als führende Institution in der islamischen Welt für das Studium von sunnitischer Theologie und der Scharia, dem islamischen Recht, angesehen. Die Universität, seit ihrer Gründung integriert in die Moschee, wurde 1961 verstaatlicht und offiziell zu einer unabhängigen Universität ernannt, anknüpfend an die Ägyptische Revolution von 1952.
Im Verlauf ihrer mehr als tausendjährigen Geschichte wurde sie abwechselnd vernachlässigt und hoch angesehen. Anfänglich gegründet als eine Einrichtung der Ismailiten, wurde sie von Saladin und den von ihm begründeten sunnitischen Ayyubiden gemieden; sie hoben ihren Status als Gemeindemoschee auf und verweigerten in der dazugehörigen Schule den Schülern und Lehrern die Stipendien. Diese Schritte wurden unter dem Sultanat der Mameluken wieder rückgängig gemacht, unter deren Herrschaft auch zahlreiche Erweiterungen und Umbauarbeiten an dem Gebäude stattfanden. Spätere Herrscher von Ägypten zeigten gegenüber der Moschee unterschiedliche Grade der Ehrerbietung und stellten jeweils variierende Mengen an finanzieller Unterstützung zur Verfügung, um Schule und Moschee zu unterhalten.
In Anbetracht ihrer Geschichte bleibt die al-Azhar-Moschee eine höchst einflussreiche Institution innerhalb der ägyptischen Gesellschaft sowie ein Symbol des islamischen Ägypten.
Seit dem 6. Januar 2014 untersteht die al-Azhar-Moschee nicht mehr dem Ministerium für religiöse Stiftungen, sondern der al-Azhar-Universität.

## Name
Die Stadt Kairo wurde von Dschauhar as-Siqillī, dem fatimidischen General griechischer Herkunft aus Sizilien, gegründet. Er nannte diese ursprünglich al-Mansuriyya (المنصورية), nach dem früheren Sitz des fatimidischen Kalifats, al-Mansuriya in Tunesien. Die Moschee, erstmals genutzt im Jahr 971, könnte anfänglich Dschāmiʿ al-Mansuriyya (جامع المنصورية, ‚Die Moschee von Mansuriyya‘) genannt worden sein, wie es gemeinhin zu der Zeit üblich war. Es war Kalif al-Muʿizz li-Dīn Allāh, der die Stadt in al-Qāhira (القاهرة, „Kairo“, was ‚die Starke‘ bedeutet) umbenannte. Der Name der Moschee wurde daher zu Dschāmiʿ al-Qāhira (جامع القاهرة, ‚die Moschee von Kairo‘), der erste Name der Moschee, der aus arabischen Quellen übersetzt wurde.
Das Gotteshaus erlangte seinen derzeitigen Namen al-Azhar irgendwann zwischen dem Kalifat von al-Muʿizz und dem Ende der Regierungszeit des zweiten fatimidischen Kalifen in Ägypten, al-ʿAzīz. Azhar ist die maskuline Form von Zahra, was ‚die Herrliche‘ oder ‚die Strahlendste‘ bedeutet. Zahra ist ein Epitheton, das sich auf Fatima bezieht, Mohammeds Tochter von seiner ersten Frau Chadidscha. Fatima, die Ehefrau des Kalifen ʿAlī ibn Abī Tālib, wird als Stammmutter von al-Muʿizz li-Din Allāh und den Imamen der Dynastie der Fatimiden angesehen; man glaubt im Allgemeinen, dass der Name der Moschee sich auf sie bezieht.
Das Wort Dschāmiʿ ist abgeleitet vom arabischen Wortstamm dschāmaʿa, was ‚sich versammeln‘ bedeutet. Das Wort wird im Zusammenhang mit großen Gemeindemoscheen verwendet. Während im klassischen Arabisch der Name für al-Azhar Dschāmiʿ al-Azhar bleibt, verändert sich die Aussprache des Wortes Dschāmiʿ zu Gāmaʿ im ägyptischen Arabisch.

## Baubeschreibung
Im Kern ist die al-Azhar eine fatimidische Hofmoschee (10. Jahrhundert), die in den folgenden Jahrhunderten erweitert wurde, so dass ein Baukomplex mit fünf Minaretten und sechs Portalen entstanden ist. 
Der Haupteingang befindet sich an der Westseite: das sogenannte Tor der Barbiere. Sein Name erinnert daran, dass sich die Studenten hier früher den Kopf rasieren ließen. 
- Auf der rechten Seite, hinter einem Vorhof, steht die Madrasa et-Taibasija. Das Bauwerk als solches ist eine Rekonstruktion, jedoch der Mihrab stammt aus der Bauzeit (1309) und ist durch ein byzantinisches Glasmosaik geschmückt.
- Auf der linken Seite gelangt man in die Madrasa al-Akbughawija, in der heute die Bibliothek mit ihrem wertvollen Handschriftenbestand untergebracht ist.
- Geradeaus gehend, betritt man durch das Portal des Sultans Kait-Bey den Innenhof. Dieses Portal ist durch ein Minarett von 1469 hervorgehoben. Daneben erhebt sich das „Doppelkopf-Minarett“ (Emma Brunner-Traut) des Sultans El-Ghuri, welches ein Charakteristikum der Silhouette der al-Azhar darstellt.

Lageplan (geostet)

Im Zentrum der Anlage befindet sich ein 48 × 34 Meter großer Innenhof (Sahn), erbaut 1130 bis 1149. Er ist umgeben von einem spätfatimidischen Säulenumgang. Besondere Architekturelemente, die ihm „grazile Leichtigkeit“ verleihen, sind Stuckrosetten und Muschelnischen über persischen Kielbögen.
Es schließt sich östlich die 80 × 50 Meter große Gebetshalle an mit insgesamt neun Schiffen, wobei die vier letzten erst im 18. Jahrhundert bei einer Erweiterung hinzugefügt wurden. Zu diesem mehrfach restaurierten Erweiterungsbau führen einige Stufen hinauf.
Die ursprüngliche Gebetshalle hatte mithin vier Säulenreihen und ein breites, zum Mihrab führendes Mittelschiff. Von den 140 Säulen sind zwei Drittel antike Spolien. Sowohl der Eingang als auch der Mihrab sind durch eine darüber befindliche Kuppel hervorgehoben. Rechts des Mihrab steht der Minbar, eine Stiftung des Abd er-Rahman Kihja, dessen Mausoleum sich auf dem Areal der al-Azhar Moschee befindet (an der Südseite, hinter dem Tor der Oberägypter).
Diese Gebetshalle dient zugleich als Unterrichtsraum: der Lehrer sitzt (meist bei einer Säule) auf einem Stuhl oder einer Matte, umringt von den am Boden sitzenden Studenten, so dass sich innerhalb des weiten Raumes verschiedene Gruppen um ihre jeweiligen Dozenten scharen.
An der Nordseite der Gebetshalle schließt sich die etwa 1440 erbaute Madrasa el-Goharija an (im Lageplan fälschlich bezeichnet als Madrasa al-Aqbaghawiyya) sowie der Hof der Waschungen mit einem zentralen Wasserbecken.
Bei den weiteren Gebäuden auf dem Areal der al-Azhar handelt es sich meist um Unterkünfte (Riwaks) für arme Studenten, von denen es bis zu 38 gab.

## Trivia
Die Westseite des Innenhofs der al-Azhar-Moschee mit dem Säulenumgang, den drei Minaretten und der Kuppel ist auf der Vorderseite der ägyptischen 50 Piaster-Banknote abgebildet.